# توره سن پاتریسیو
توره سن پاتریسیو (به ایتالیایی: Torre San Patrizio) یک کومونه در ایتالیا است که در استان فرمو واقع شده‌است. توره سن پاتریسیو ۱۱٫۹ کیلومتر مربع مساحت و ۲٬۱۵۳ نفر جمعیت دارد و ۲۲۴ متر بالاتر از سطح دریا واقع شده‌است.

## خواهرخوانده
شهر Kells خواهرخواندهٔ توره سن پاتریسیو هست.